# ゆくえ高那
ゆくえ 高那（ゆくえ たかな、10月17日 - ）は、日本の漫画家。BL漫画の別名義はゆくえ萌葱。
代表作に「ちょっとまて野球部!─県立神弦高校野球部の日常─」（新潮社）、「てぃ先生」（KADOKAWA）がある。

## 作品
ちょっとまて野球部!─県立神弦高校野球部の日常─
- 強豪でも弱小でもない、日本一平均的なチーム・県立神弦高校野球部の日常を描くコミック。物語は、1年生の宮田捺生、秋本高兵、大堀広揮の3人を中心にして展開される。
- 2018年に、須賀健太、小関裕太、山本涼介主演で『ちょっとまて野球部!』として映画化された[2]。

てぃ先生
- てぃ先生のツイートを原作とした漫画。 2014年12月号（2014年11月5日発売）から2018年4月号（2018年3月5日発売）まで連載。
- 2017年にアニメ化が発表され、同年6月よりProductionのスマートフォンアプリ「タテアニメ」にて配信された。全10話。
- てぃ先生役の声優は島﨑信長が担当。